# Kalmani, Khanapur
Kalmani là một làng thuộc tehsil Khanapur, huyện Belgaum, bang Karnataka, Ấn Độ.